# Spartina patens
Spartina patens är en gräsart som först beskrevs av Aiton., och fick sitt nu gällande namn av Henry Ernest Muhlenberg. Spartina patens ingår i släktet marskgräs, och familjen gräs. Inga underarter finns listade i Catalogue of Life.

## Bildgalleri

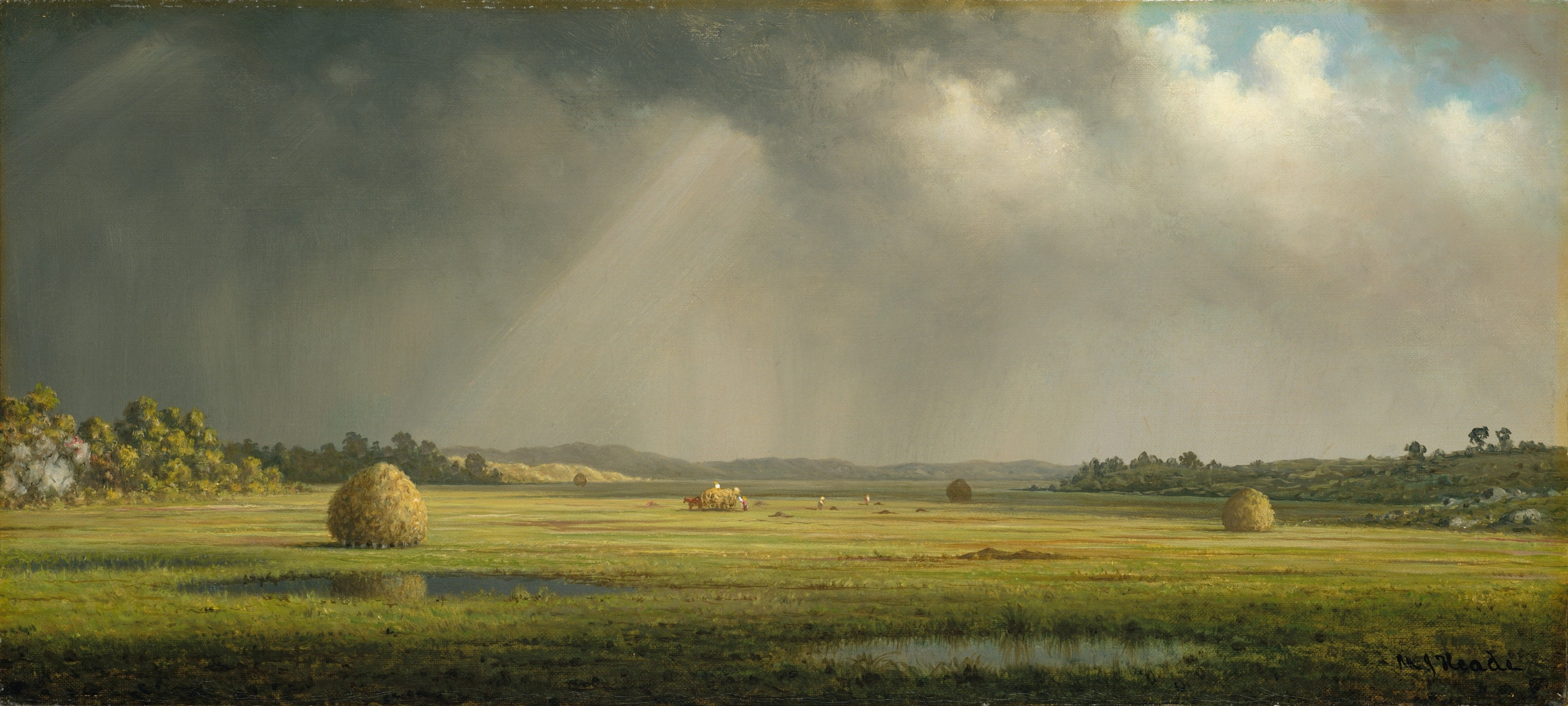
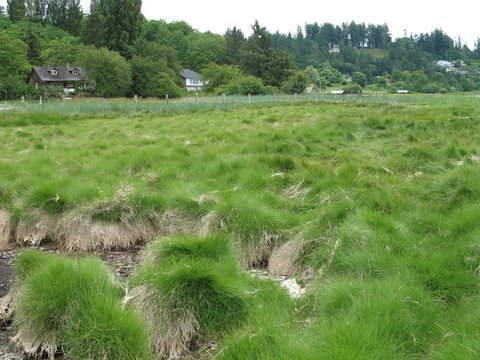
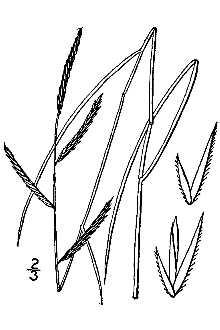